# Жовтобровий тетерук
Жовтобровий тетерук (Dendragapus) — рід куроподібних птахів родини фазанових (Phasianidae). Включає два види, що поширені на заході Північної Америки.

## Поширення
Місцем їхнього розмноження є узлісся хвойних і змішаних лісів у гірських районах Північної Америки.

## Опис
У дорослих особин довгий квадратний хвіст, сірий на кінці. Самці в основному темні з жовтим або пурпуровим горловим повітряним мішком, оточеним білим, і жовтим або жовто-червоним забарвленням над горлом. Самиці обох видів плямисто-коричневі з темно-коричневими та білими плямами на нижній частині.

## Види
- тетерук жовтобровий (Dendragapus obscurus)
- тетерук гірський (Dendragapus fuliginosus)